# Lindsay De Vylder
Lindsay Bob De Vylder (ur. 30 maja 1995 w Wetteren) – belgijski kolarz torowy i szosowy, mistrz świata w omnium (2024).

## Kariera
Pierwsze sukcesy w karierze osiągnął w 2010 roku, kiedy zdobył dwa brązowe medale na mistrzostwach Belgii juniorów: w sprincie drużynowym oraz drużynowym wyścigu na dochodzenie. Na rozgrywanych trzy lata później mistrzostwach Europy juniorów w Anadii zwyciężył w omnium. Na mistrzostwach Europy U-23 w Sangalhos w 2017 roku zwyciężył w madisonie, a w drużynowym wyścigu na dochodzenie był drugi. Następnie zdobył srebro w madisonie na mistrzostwach Europy w Grenchen w 2021 roku. Podczas mistrzostw świata w Yvelines rok później razem z Fabio Van den Bossche wywalczył brązowy medal w madisonie.